# Municipio de Will
El municipio de Will (en inglés: Will Township) es un municipio ubicado en el condado de Will en el estado estadounidense de Illinois. En el año 2010 tenía una población de 1821 habitantes y una densidad poblacional de 19,41 personas por km².

## Geografía
El municipio de Will se encuentra ubicado en las coordenadas 41°20′50″N 87°44′14″O / 41.34722, -87.73722. Según la Oficina del Censo de los Estados Unidos, el municipio tiene una superficie total de 93.8 km², de la cual 93,77 km² corresponden a tierra firme y (0,03 %) 0,03 km² es agua.

## Demografía
Según el censo de 2010, había 1821 personas residiendo en el municipio de Will. La densidad de población era de 19,41 hab./km². De los 1821 habitantes, el municipio de Will estaba compuesto por el 95,06 % blancos, el 0,71 % eran afroamericanos, el 0,27 % eran amerindios, el 0,66 % eran asiáticos, el 2,36 % eran de otras razas y el 0,93 % eran de una mezcla de razas. Del total de la población el 7,36 % eran hispanos o latinos de cualquier raza.